# Abdelkader Zitouni
Abdelkader „Kader“ Zitouni (* 7. Juni 1981 in Limoges, Frankreich) ist ein französisch-polynesischer Fußballschiedsrichter.
Zitouni stammt aus Limoges in Frankreich. 2010 kam er nach Französisch-Polynesien.
Von 2012 bis 2021 stand er auf der Liste der FIFA-Schiedsrichter und leitete internationale Fußballpartien.
Zitouni war unter anderem Schiedsrichter beim Fußballturnier der Pazifikspiele 2011 in Neukaledonien, bei der Ozeanienmeisterschaft 2012 auf den Salomonen und bei der Ozeanienmeisterschaft 2016 in Papua-Neuguinea. Am 10. Mai 2014 leitete er das Final-Hinspiel der OFC Champions League 2013/14 zwischen Amicale FC und Auckland City FC (1:1) in Port Vila.
Zitouni war als Unterstützungsschiedsrichter beim Konföderationen-Pokal 2017 in Russland und bei der Klub-Weltmeisterschaft 2019 in Katar im Einsatz. Zudem wurde er für die Klub-Weltmeisterschaft 2016 in Japan und für die Klub-Weltmeisterschaft 2020 in Katar nominiert, kam jedoch nicht zu einem Einsatz als Hauptschiedsrichter. 